# Vaudreuil-Soulanges (municipalité régionale de comté)
Pour les articles homonymes, voir Vaudreuil-Soulanges, Vaudreuil et Soulanges.
Vaudreuil-Soulanges, familièrement appelée La Presqu'Île, est une municipalité régionale de comté (MRC) du Québec située dans la région administrative de la Montérégie, dans la région du Suroît. Son chef-lieu est Vaudreuil-Dorion. La population, en croissance rapide, compte plus de 150 000 Vaudreuil-Soulangeois.

## Géographie

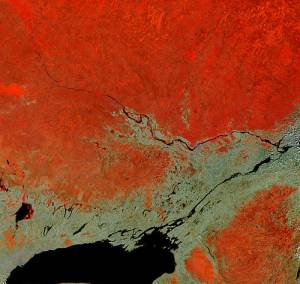
Vue satellite de la rivière des Outaouais et du fleuve Saint-Laurent. Vaudreuil-Soulange est entre les deux, à droite.

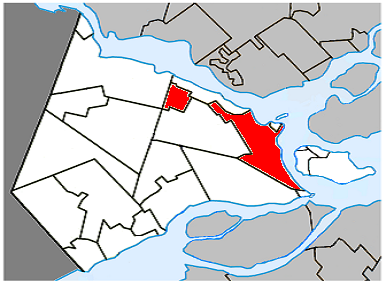
MRC de Vaudreuil-Soulanges, en rouge le chef-lieu Vaudreuil-Dorion.

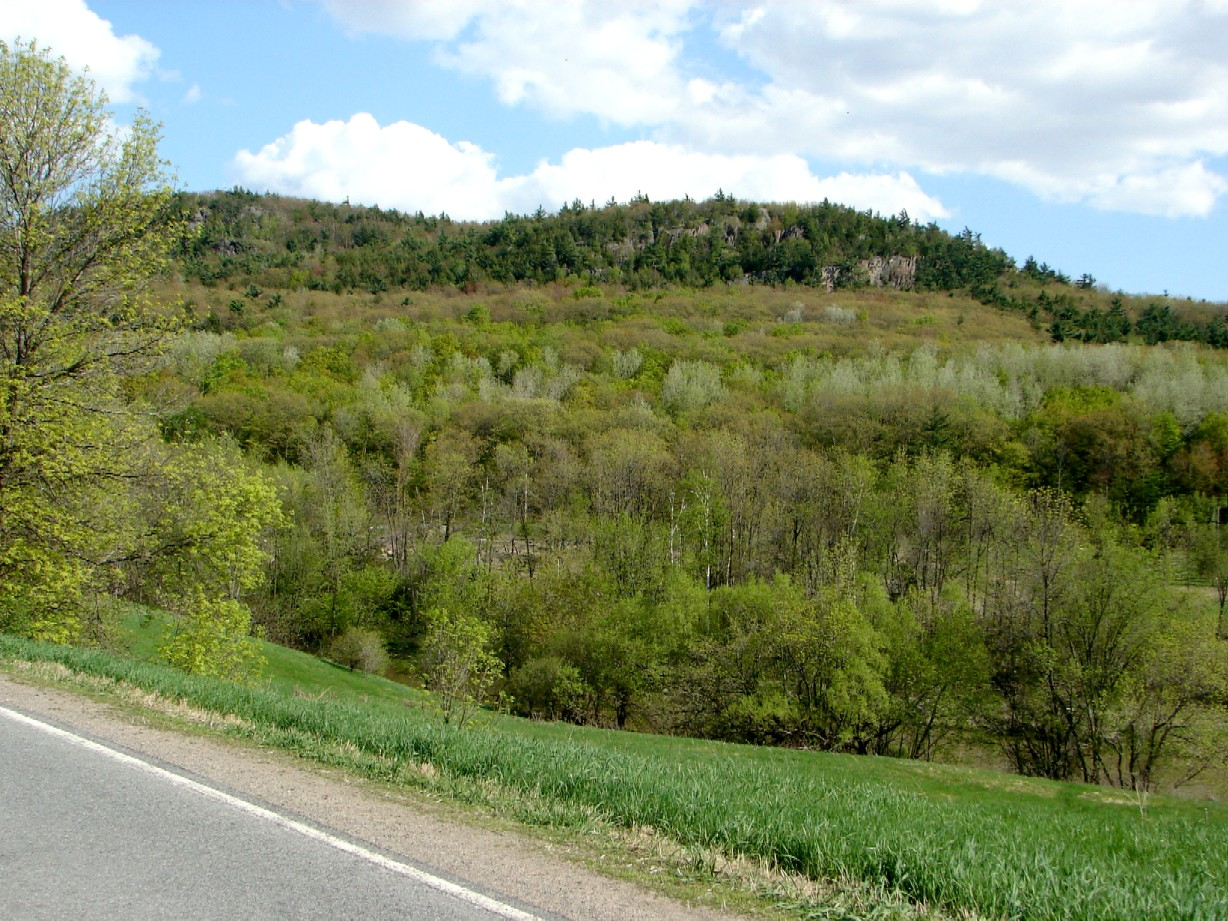
Montagne de Rigaud.

Le territoire de la MRC de Vaudreuil-Soulanges forme un triangle auquel s'ajoute l'île Perrot, laquelle fait partie de l'archipel d'Hochelaga. Il est borné à l'ouest par la frontière de l'Ontario, au nord par le lac des Deux Montagnes, élargissement de la rivière des Outaouais et au sud par les lacs Saint-François et Saint-Louis, lieux de passage du fleuve Saint-Laurent. La pointe de Vaudreuil-Soulanges se trouve immédiatement à l'ouest de l'île de Montréal. Sa position géographique à la confluence des deux principaux cours d'eau de l'Est du Canada et juste en amont de Montréal détermine au cours des siècles son histoire et son économie. La seule limite terrestre de la MRC est en bordure de l'Ontario. Il faut donc traverser le Saint-Laurent ou l'Outaouais pour se rendre ailleurs au Québec par un pont ou une traverse.
Les municipalités régionales de comté ou territoires équivalents qui lui sont limitrophes sont les MRC de Roussillon, de Beauharnois-Salaberry, du Haut-Saint-Laurent, d'Argenteuil et de Deux-Montagnes, ainsi que l'agglomération de Montréal. Les MRC d'Argenteuil et de Deux-Montagnes font partie de la région administrative des Laurentides, et l'agglomération de Montréal correspond à la région administrative du même nom. Les municipalités régionales voisines de l'Est de l'Ontario sont les comtés unis de Prescott et Russell et les comtés unis de Stormont, Dundas et Glengarry.
La partie est du territoire de la MRC est comprise dans la Communauté métropolitaine de Montréal et dans la région métropolitaine de Montréal. Il s'agit de l'île Perrot, de Vaudreuil-Dorion et des cinq municipalités qui lui sont limitrophes, à l'exception de Rigaud. La superficie totale de la MRC couvre 1 023,0 km2 dont 853,6 km2 sont terrestres. Vaudreuil-Soulanges est la plus grande en superficie parmi les MRC qui composent la CMM.

### Relief, hydrographie et végétation
Le territoire fait partie de la plaine du Saint-Laurent, ponctuée par la montagne de Rigaud. Celle-ci, qui couvre une surface de 4 300 hectares, constitue un élément géographique majeur de la périphérie de Montréal, comparables aux collines d'Oka et les monts Saint-Bruno et Saint-Hilaire. L'altitude varie de 223 mètres à l'ouest au sommet de la montagne de Rigaud à 21 mètres à l'est à la pointe au Sable sur la rive sud de l'île Perrot. L'altitude à Vaudreuil-Dorion est généralement autour de 30 mètres. Elle s'élève jusqu'à 120 mètres sur le plateau de Saint-Lazare, qui couvre la ville du même nom de même qu'Hudson. Les terres agricoles au centre, notamment à Saint-Clet, Sainte-Marthe et Sainte-Justine-de-Newton sont à des niveaux généralement entre 50 et 70 mètres alors que le village de Sainte-Justine-de-Newton est plus haut à 100 mètres. La rive du lac des Deux Montagnes présente un profil de faible déclivité, l'altitude en rive étant de 25 mètres en amont à Pointe-Fortune. Elle est plus forte le long du Saint-Laurent, le niveau étant autour de 50 mètres à Rivière-Beaudette.
Les sols de la plaine sont de très bonne qualité dans la plaine. Le climat est l'un des plus doux au Québec.
Les vastes espaces verts et les plans d'eau marquent le paysage. Le territoire comporte 180 km de rives sur les grands plans d’eau et plus de 650 km de cours d’eau verbalisés. Le territoire se divise en deux bassins versants, celui du Saint-Laurent au sud et celui de l'Outaouais au nord. Les rivières Rigaud, et ses tributaires la rivière Rigaud Est et la rivière à la Graisse, à la Raquette, Viviry et Quinchien se jettent dans le lac des Deux-Montagnes et la rivière des Outaouais. Les rivières Beaudette, Delisle (et son tributaire, la rivière Noire(d)), Rouge et à la Graisse sont tributaires du fleuve Saint-Laurent. La présence des ouvrages de régulation sur le Saint-Laurent et l'Outaouais aux fins de production hydroélectrique stabilisent le niveau de l’eau sur le lac Saint-François, ce qui favorise la navigation mais limite la pêche sportive en amont, et crée une contrainte pour la navigation en aval.
La partie nord du territoire est boisée, sur la montagne de Rigaud et sur le plateau de Saint-Lazare. La montagne de Rigaud est un ensemble physiographique d'une grande diversité  végétale et faunique, dont plusieurs écosystèmes forestiers exceptionnels. La partie centrale de la presqu'île de même que la partie est de l'île Perrot sont couvertes de champs agricoles. La zone agricole désignée occupe près de 65 000 hectares, soit 76 % de la superficie totale de la MRC. Les parties sud et est de la péninsule le long sur Saint-Laurent sont généralement urbanisées, ainsi que l'est du plateau de Saint-Lazare, bien que la canopée demeure importante. La partie est, incluant l'ouest de l'île Parrot, est surtout urbaine ou suburbaine, et l'ouest du territoire est essentiellement rural.

### Divisions géographiques
La MRC de Vaudreuil-Soulanges compte 23 municipalités, dont onze font partie de la CMM.
| No         | Municipalité               | Superficie totale (km2) | Superficie eau (km2) | Superficie terre (km2) | Population 2018 | Gentilé                                               | Densité (hab./km2) |
| ---------- | -------------------------- | ----------------------- | -------------------- | ---------------------- | --------------- | ----------------------------------------------------- | ------------------ |
| 1          | Rivière-Beaudette          | 25,21                   | 6,58                 | 18,63                  | 2 253           | Beaudettois, Beaudettoise*                            | 121                |
| 2          | Saint-Télesphore           | 60,67                   | 0,58                 | 60,09                  | 782             | Télesphorois, Télesphoroise                           | 13                 |
| 3          | Saint-Polycarpe            | 70,73                   | 0,72                 | 70,01                  | 2 266           | Polycarpien, Polycarpienne*                           | 32                 |
| 4          | Saint-Zotique              | 50,10                   | 25,12                | 24,98                  | 8 338           | Zotiquien, Zotiquienne*                               | 334                |
| 5          | Les Coteaux                | 14,50                   | 2,90                 | 11,60                  | 5 517           | Coteaulois, Coteauloise*                              | 476                |
| 6          | Coteau-du-Lac              | 57,06                   | 10,30                | 46,76                  | 7 127           | Coteaulacois, Coteaulacoise*                          | 152                |
| 7          | Saint-Clet                 | 39,10                   | -                    | 39,10                  | 1 667           | Clétois, Clétoise*                                    | 43                 |
| 8          | Les Cèdres                 | 88,09                   | 11,13                | 76,96                  | 6 888           | Cèdreau, Cèdrelle*                                    | 90                 |
| 9          | Pointe-des-Cascades        | 9,98                    | 7,35                 | 2,63                   | 1 668           | Pointecascadien, Pointecascadienne*                   | 634                |
| 10         | L'Île-Perrot               | 5,46                    | 0,03                 | 5,43                   | 11 017          | Perrotois, Perrotoise*                                | 2 029              |
| 11         | Notre-Dame-de-l'Île-Perrot | 65,43                   | 37,37                | 28,06                  | 11 105          | Perrotdamois, Perrotdamoise*                          | 396                |
| 12         | Pincourt                   | 7,11                    | 0,01                 | 7,10                   | 15 593          | Pincourtois, Pincourtoise*                            | 2 196              |
| 13         | Terrasse-Vaudreuil         | 1,21                    | 0,13                 | 1,08                   | 1 977           | Terrassois, Terrassoise                               | 1 831              |
| 14         | Vaudreuil-Dorion           | 92,57                   | 19,51                | 73,06                  | 38 834          | Vaudreuillois-Dorionnais, Vaudreuilloise-Dorionnaise* | 532                |
| 15         | Vaudreuil-sur-le-Lac       | 2,76                    | 1,39                 | 1,37                   | 1 345           | Vaudreuil-Lacois, Vaudreuil-Lacoise*                  | 982                |
| 16         | L'Île-Cadieux              | 8,89                    | 8,30                 | 0,59                   | 103             | Cadilois, Cadiloise*                                  | 175                |
| 17         | Hudson                     | 36,39                   | 14,81                | 21,58                  | 5 205           | Hudsonois, Hudsonoise                                 | 241                |
| 18         | Saint-Lazare               | 67,50                   | 0,43                 | 67,07                  | 20 314          | Lazarois, Lazaroise                                   | 303                |
| 19         | Sainte-Marthe              | 79,92                   | 0,14                 | 79,78                  | 1 091           | Marthéen, Marthéenne*                                 | 14                 |
| 20         | Sainte-Justine-de-Newton   | 84,85                   | 0,28                 | 84,57                  | 961             | Justinois, Justinoise*                                | 11                 |
| 21         | Très-Saint-Rédempteur      | 26,20                   | 0,02                 | 26,18                  | 958             | Rédempteurois, Rédempteuroise*                        | 37                 |
| 22         | Rigaud                     | 113,72                  | 14,59                | 99,13                  | 7 714           | Rigaudien, Rigaudienne                                | 78                 |
| 23         | Pointe-Fortune             | 9,54                    | 1,67                 | 7,87                   | 552             | Pointe-Fortunais, Pointe-Fortunaise                   | 70                 |
|            | Vaudreuil-Soulanges        | 1 022,97                | 169,34               | 853,63                 | 153 275         | Vaudreuil-Soulangeois, Vaudreuil-Soulangeoise         | 180                |
| * Officiel |                            |                         |                      |                        |                 |                                                       |                    |

## Urbanisme

### Occupation du territoire et cadre bâti
La MRC de Vaudreuil-Soulanges compte 59 474 logements, dont 3 % ne sont pas occupés. Près des trois quarts (72 %) des logements sont des maisons individuelles non attenantes, le deuxième type le plus fréquent étant les appartements dans des immeubles de moins de cinq étages avec 17 % du stock résidentiel (2016). Bien que la construction résidentielle soit intense depuis 1996 avec une hausse globale de 66 %, la typologie demeure semblable, avec une proportion plus grande de maisons attenantes et d'appartements dans des édifices multifamiliaux et moindre dans les duplex.
| Type de logement                            | 1996   | 1996  | 2016   | 2016  | Variation 1996-2016 | Variation 1996-2016 |
| Type de logement                            | Nb     | %     | Nb     | %     | Nb                  | %                   |
| ------------------------------------------- | ------ | ----- | ------ | ----- | ------------------- | ------------------- |
| Maison individuelle non attenante           | 25 870 | 74 %  | 41 250 | 72 %  | 15 380              | 59 %                |
| Maison jumelée ou autrement attenante       | 1 475  | 4 %   | 2 680  | 5 %   | 1 205               | 82 %                |
| Maison en rangée                            | 710    | 2 %   | 2 065  | 4 %   | 1 355               | 191 %               |
| Habitation mobile                           | 185    | 1 %   | 270    | - %   | 85                  | 46 %                |
| Appartement, immeuble à 2 logements         | 1 370  | 4 %   | 1 515  | 3 %   | 145                 | 11 %                |
| Appartement, immeuble de moins de 5 étages  | 5 120  | 15 %  | 9 495  | 17 %  | 4 375               | 85 %                |
| Appartement, immeuble de 5 étages ou plus   | 15     | - %   | 240    | - %   | 225                 | ...                 |
| Total, logements habités en permanence      | 34 735 | 100 % | 57 515 | 100 % | 22 770              | 66 %                |
| Logements vacants et résidences secondaires | .      | ...   | 1 959  | 3 %   | ...                 | ...                 |
| Tous les logements                          | .      | ...   | 59 474 | 100 % | ...                 | ...                 |

### Transport

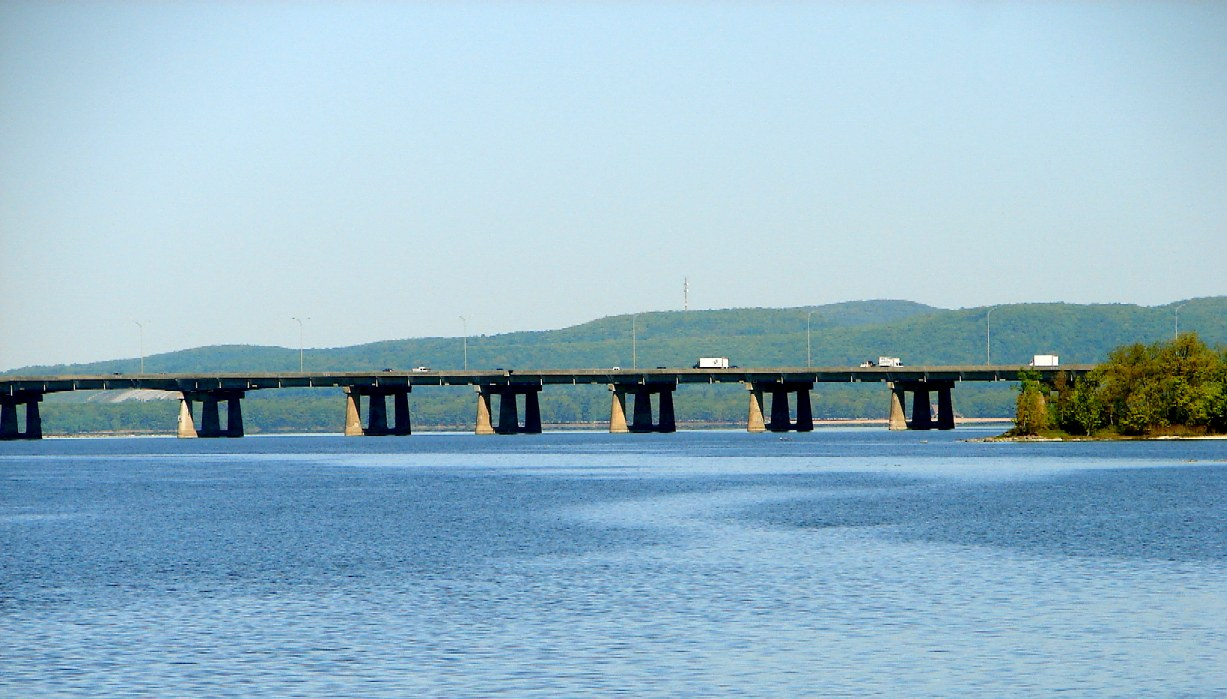
Pont de l'Île-aux-Tourtes sur le lac des Deux Montagnes.

La péninsule de Vaudreuil-Soulanges, par sa position géographique de confluence et de proximité de Montréal, est un carrefour des réseaux de transport, tant routier que ferroviaire. Trois autoroutes traversent son territoire. L'autoroute du Souvenir (A-20) relie Montréal à Toronto et Détroit vers le sud-ouest. Cette autoroute traverse les municipalités situées le long du fleuve Saint-Laurent ainsi que celles de l'île Perrot. Le passage vers l'île de Montréal se fait par les Taschereau entre Vaudreuil-Dorion et l'île Perrot, et le pont Galipeault entre l'île Perrot et Sainte-Anne-de-Bellevue. L'autoroute Félix-Leclerc (A-40), segment de la route Transcanadienne, relie Montréal à Ottawa et Winnipeg à l'ouest. Cette autoroute dessert les municipalités riveraines de la rivière des Outaouais, de même que Saint-Lazare. Elle franchit le lac des deux Montagnes vers Senneville par le pont de l'Île-aux-Tourtes. L'autoroute de l'Acier (A-30) relie Vaudreuil-Dorion à Sorel-Tracy au nord-est. Cette voie relie les différentes parties de la Montérégie et remplit le rôle de ceinture périphérique sud de Montréal. Elle traverse le fleuve Saint-Laurent par le pont Serge-Marcil entre Les Cèdres et Salaberry-de-Valleyfield. Vaudreuil-Dorion constitue le point de rencontre des trois autoroutes.

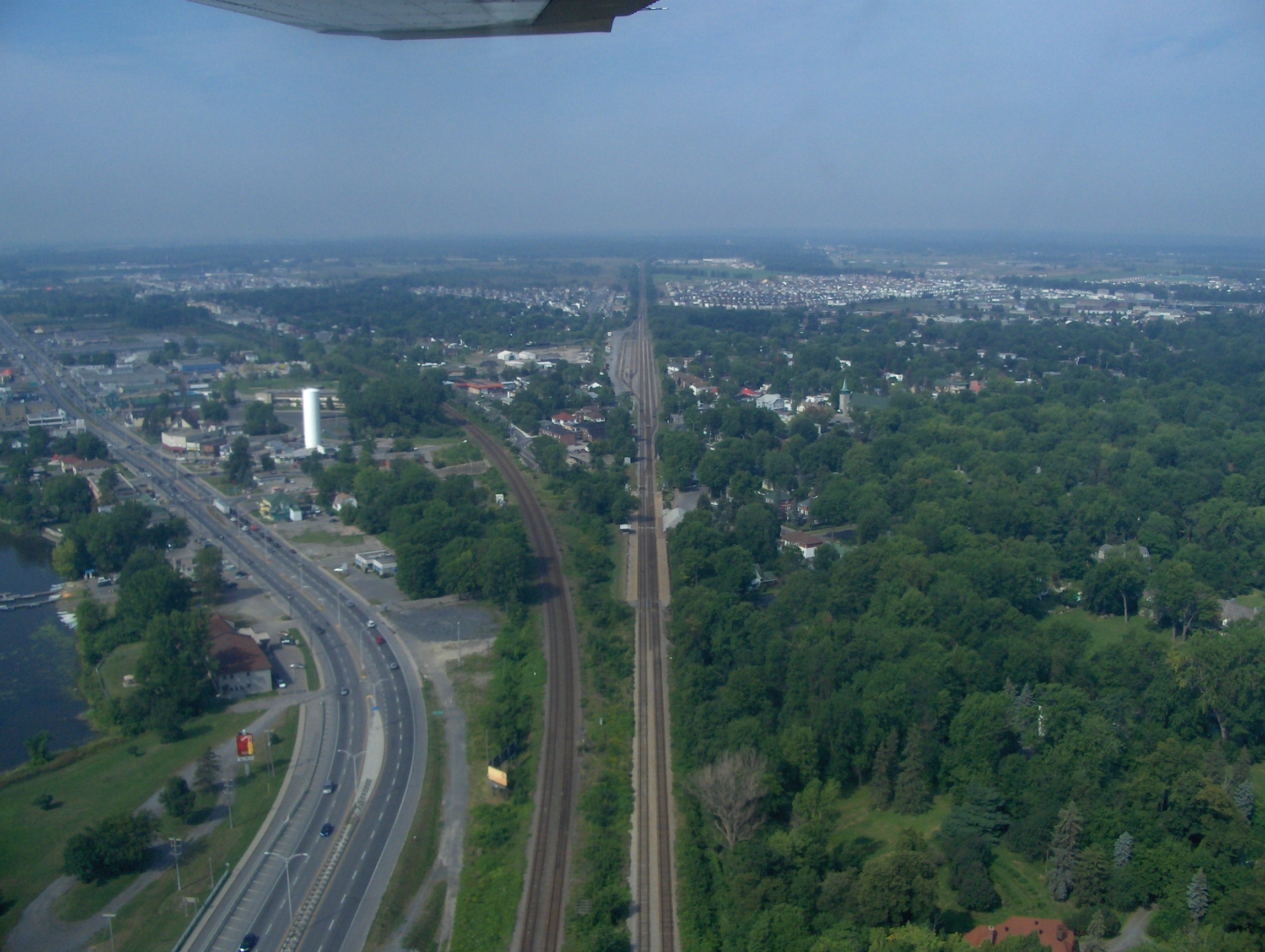
Autoroute 20 et voies ferrées du CN et du CP à la hauteur de Vaudreuil-Dorion.

Le pont Monseigneur-Langlois franchit le fleuve Saint-Laurent entre Coteau-du-Lac et Salaberry-de-Valleyfield. Il est un segment de la route 201. Cette route, de classe nationale et régionale, traverse le Suroît entre Rigaud et Franklin (Haut-Saint-Laurent). Sur le territoire de la MRC, cette route traverse également les territoires de Saint-Lazare, Sainte-Marthe, Saint-Clet et Coteau-du-Lac. Trois routes relient l'Ontario et les municipalités de Vaudreuil-Soulanges entre elles dans l'axe est-ouest convergent vers Vaudreuil-Dorion. Ce sont : la route 338, longeant le lac Saint-François, le canal de Soulanges et le lac Saint-Louis entre Rivière-Beaudette et Vaudreuil-Dorion en passant par Saint-Zotique, Les Coteaux, Coteau-du-Lac, Les Cèdres et Pointe-des-Cascades, la route 340 au centre-sud, entre Saint-Télesphore et Vaudreuil-Dorion en passant par Saint-Polycarpe, Saint-Clet, Saint-Lazare et Les Cèdres, ainsi que la route 342 entre Pointe-Fortune et Vaudreuil-Dorion en passant par Rigaud, Saint-Lazare et Hudson. La route 325, collectrice, relie les municipalités rurales de l'ouest du territoire entre Rivière-Beaudette et Rigaud, en passant par Sainte-Justine-de-Newton et Très-Saint-Rédempteur. La municipalité de Saint-Clet, malgré sa taille modeste, est un important carrefour car c'est là que se rejoignent les routes 201 et 340, au centre du territoire de la MRC.

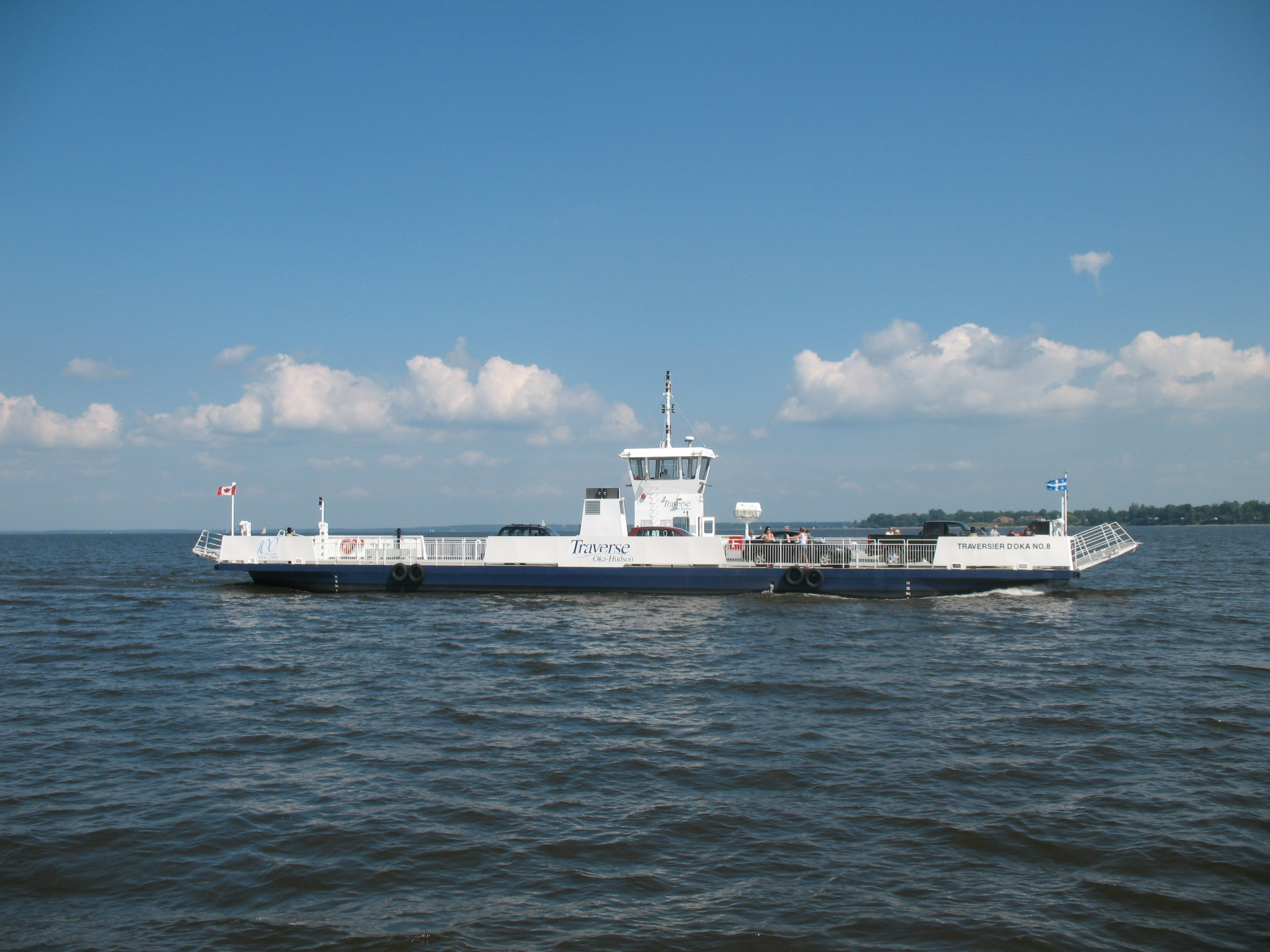
Traverse Oka-Hudson.

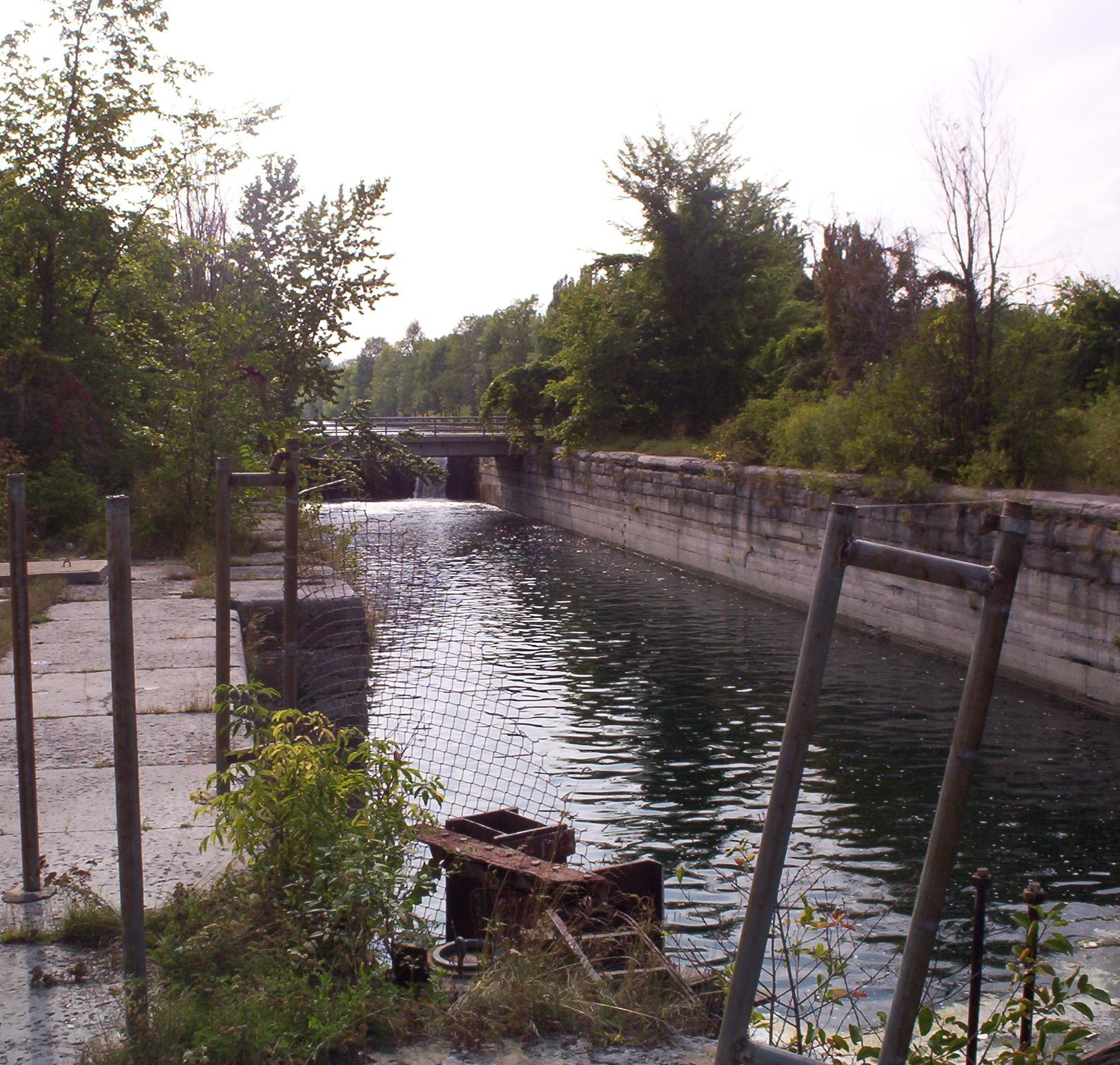
Canal de Soulanges.

Vaudreuil-Soulanges se trouve dans le corridor ferroviaire continental entre l'Ontario et le Québec, permettant les mouvements entre l'ouest et l'est du Canada. La ligne continentale du Canadien National est parallèle à l'autoroute 20 immédiatement au nord de celle-ci, traversant les municipalités bordant le lac Saint-François entre Rivière-Beaudette et L'Île-Perrot. Le Canadien Pacifique exploite également une ligne continentale passant un peu plus au nord par Saint-Clet et Saint-Télesphore. Une seconde voie ferrée du Canadien National relie Les Coteaux à Salaberry-de-Valleyfield, par un imposant pont sur le lac Saint-François et le canal de Soulanges. Ces trois lignes servent au transport de marchandises. Via Rail exploite également un service de voyageurs entre Montréal et Toronto sur la voie du CN, de même qu'un service bifurquant sur sa propre ligne à partir des Coteaux, à la gare de Coteau, en direction de Sainte-Justine-de-Newton. Une voie ferrée relie également Rigaud (voie désaffectée entre Rigaud et Hudson) à l'île de Montréal, desservant la ligne Vaudreuil-Hudson de train de banlieue d'exo, avec gares à Huson, Vaudreuil, Dorion, Pincourt–Terrasse-Vaudreuil et Île-Perrot en direction de la gare Lucien-L'Allier au centre-ville de Montréal. Ces trois lignes ferroviaires convergent à Dorion pour traverser les ponts Taschereau et Galipeault reliant Dorion à Sainte-Anne-de-Bellevue par l'île Perrot. Les municipalités urbaines de la MRC sont également desservies par transport collectif par autobus par Exo La Presqu'Île et Exo Sud-Ouest.
Trois services de navette fluviale assurent des liaisons l'été entre Vaudreuil-Soulanges et Beauharnois-Salaberry, soit Les Coteaux/Salaberry-de-Valleyfield, Les Cèdres/Salaberry-de-Valleyfield et Beauharnois/Notre-Dame-de-l'Île-Perrot, et deux services de traversier permettent les déplacements par le lac des Deux-Montagnes vers les Basses-Laurentides, soit les traverses de Pointe-Fortune-Carillon et d'Oka-Hudson. Le canal de Soulanges n'est plus exploité aux fins de transport depuis 1959, mais des projets de revitalisation sont à l'étude.
Les itinéraires cyclables comprennent la route verte 5, laquelle longe le canal de Soulanges.
| Route / Segment | Débit journalier annuel moyen (véh/j)            | Débit journalier annuel moyen (véh/j)       | Débit journalier annuel moyen (véh/j)            | Débit journalier annuel moyen (véh/j)          |
| Route / Segment | 2000                                             | 2010                                        | 2017                                             | Variation 00-17                                |
| --- | ------------------------------------------------ | ------------------------------------------- | ------------------------------------------------ | ---------------------------------------------- |
| A-20 Autoroute du Souvenir - Rivière-Beaudette - Les Coteaux - Coteau-du-Lac - Les Cèdres - Dorion - Pont Taschereau - Pont Galipeault                                                | 16 700 27 000 36 000 39 000 16 700 30 000 49 000 | 17 900 25 000 43 000 44 000 22 600 . 55 000 | 19 900 36 000 41 000 40 000 25 000 43 000 53 000 | · 19 % · 33 % · 14 % · 3 % · 50 % · 43 % · 8 % |
| A-30 Autoroute de l'Acier - Vaudreuil - Les Cèdres (Ouverture en 2012) - Pont Serge-Marcil (Ouverture en 2012)                                                                        | 33 000 ...                                       | 44 000 ...                                  | 53 000 23 500 20 300                             | · 61 % · ... · ...                             |
| A-40 Autoroute Félix-Leclerc - Rigaud Ouest - Rigaud Est - Saint-Lazare/Hudson Est - Vaudreuil - Pont de l'Île-aux-Tourtes                                                            | 16 000 20 000 27 000 54 000 67 000               | 18 400 25 000 36 000 74 000 87 000          | 19 200 27 000 39 000 69 000 86 000               | · 20 % · 35 % · 44 % · 28 % · 28 %             |
| Route 201 - Pont Mgr-Langlois - Coteau-du-Lac - Saint-Clet - Rigaud Sud - Rigaud Nord                                                                                                 | 30 000 5 500 4 400 3 400 2 220                   | 35 000 7 400 3 800 3 400 2 100              | 33 000 8 700 4 900 5 400 2 500                   | · 10 % · 58 % · 11 % · 59 % · 13 %             |
| Route 325 Chemin de la Grande-Côte / Route Principale - Rivière-Beaudette - Saint-Télesphore - Très-Saint-Rédempteur - Rigaud                                                         | 2 800 610 690 2 100                              | 2 600 660 600 2 600                         | 2 900 680 700 2 600                              | · 4 % · 11 % · 1 % · 24 %                      |
| Route 338 Chemin du Canal / Boul de Soulanges / Route De Lotbinière - Saint-Zotique - Les Coteaux - Les Cèdres Vaudreuil-Dorion                                                       | 3 500 8 400 1 430 3 200                          | 4 000 11 000 2 070 4 300                    | 3 900 11 400 2 400 4 400                         | · 11 % · 36 % · 68 % · 38 %                    |
| Route 340 Ch Sainte-Catherine / Ch de la Cité-des-Jeunes - Saint-Télesphore - Saint-Polycarpe - Saint-Clet - Saint-Lazare                                                             | 1 190 2 450 3 700 10 800                         | 1 080 2 700 5 000 16 100                    | 1 240 3 300 5 900 15 400                         | · 10 % · 30 % · 35 % · 35 %                    |
| Route 342 Chemin de la Baie / Rue Saint-Jean-Baptiste / Route Harwood - Rigaud Ouest - Rigaud Centre - Fief-Choisy - Hudson Est                                                       | 2 900 7 800 1 520 10 200                         | 3 200 10 100 2 050 13 700                   | 3 200 . 1 900 9 200                              | · 10 % · . · 25 % · 10 %                       |
| Autres liens - Ch Sainte-Catherine au sud de Saint-Poylcarpe - Ch Saint-Guillaume à Sainte-Marthe - Ch Saint-Féréol aux Cèdres - Bd Don Quichotte à L'Île-Perrot - Traverse Oka-Huson | 2 700 1 010 4 500 .                              | 2 600 1 400 5 700 22 000 .                  | 2 600 1 490 5 200 . 450                          | · 4 % · 48 % · 16 % · . · .                    |

|                                                                                  | \| Mode utilisé \| \| -------------------------------------------------------------------------------- \| \| AC Conducteur d'auto AP Passager d'auto TC Transport en commun MA À pied BI Vélo \| |
| Mode utilisé                                                                     | |
| AC Conducteur d'auto AP Passager d'auto TC Transport en commun MA À pied BI Vélo | |

### Équipements et infrastructures
Les équipements énergétiques comprennent quatre lignes de transport d’énergie électrique, l’une de 735 Kv bouclant le réseau électrique de la région de Montréal, les trois autres servant à l’exportation, ainsi que les centrales hydroélectriques des Cèdres en aval du lac Saint-François et de Carillon en aval lac des Deux Montagnes. Le territoire est traversé par quatre pipelines de gaz et de pétrole de l’Alberta. Alors qu’Enbridge demande à l’Office national de l’énergie de l’autoriser à renverser le flux dans le pipeline 9 passant à Rigaud et dans les municipalités voisines, TransCanada projette de convertir son gazoduc traversant Saint-Lazare et Hudson et d’y ajouter 1 400 km afin de transporter 850 000 barils de pétrole bitumineux par jour vers les raffineries de l’Est du Canada. Ces deux infrastructures passent sous le lac des Deux Montagnes. Les maires de la MRC demandent que le premier projet soit assujetti à une consultation du Bureau d'audiences publiques sur l'environnement,. La MRC ouvre un premier écocentre en avril 2013.
La population de Vaudreuil-Soulanges ne dispose pas d'établissements hospitaliers sur son territoire, et doit donc utiliser le Centre hospitalier de Salaberry-de-Valleyfield, l’hôpital général du Lakeshore dans l'Ouest-de-l'Île ou l’hôpital général de Hawkesbury. Pour les soins de santé de proximité, la collectivité compte le Centre local de services communautaires de Vaudreuil-Soulanges qui compte trois points de service à Vaudreuil-Dorion, Rigaud et Saint-Polycarpe. Sur le plan des soins aux aînés, deux centres hospitaliers de longue durée et 39 résidences privées d’hébergement en assurent la prestation.
La MRC compte environ 1 000 places à quai, le plus important nombre dans la région de Montréal.

### Planification
La planification d'urbanisme s'inscrit dans un cadre institutionnel limitant l'intégration cohérente des processus, d'une part à l'ouest par les législations différentes entre l'Ontario et le Québec, d'autre part à l'est par un palier décisionnel supplémentaire, la CMM.

## Histoire

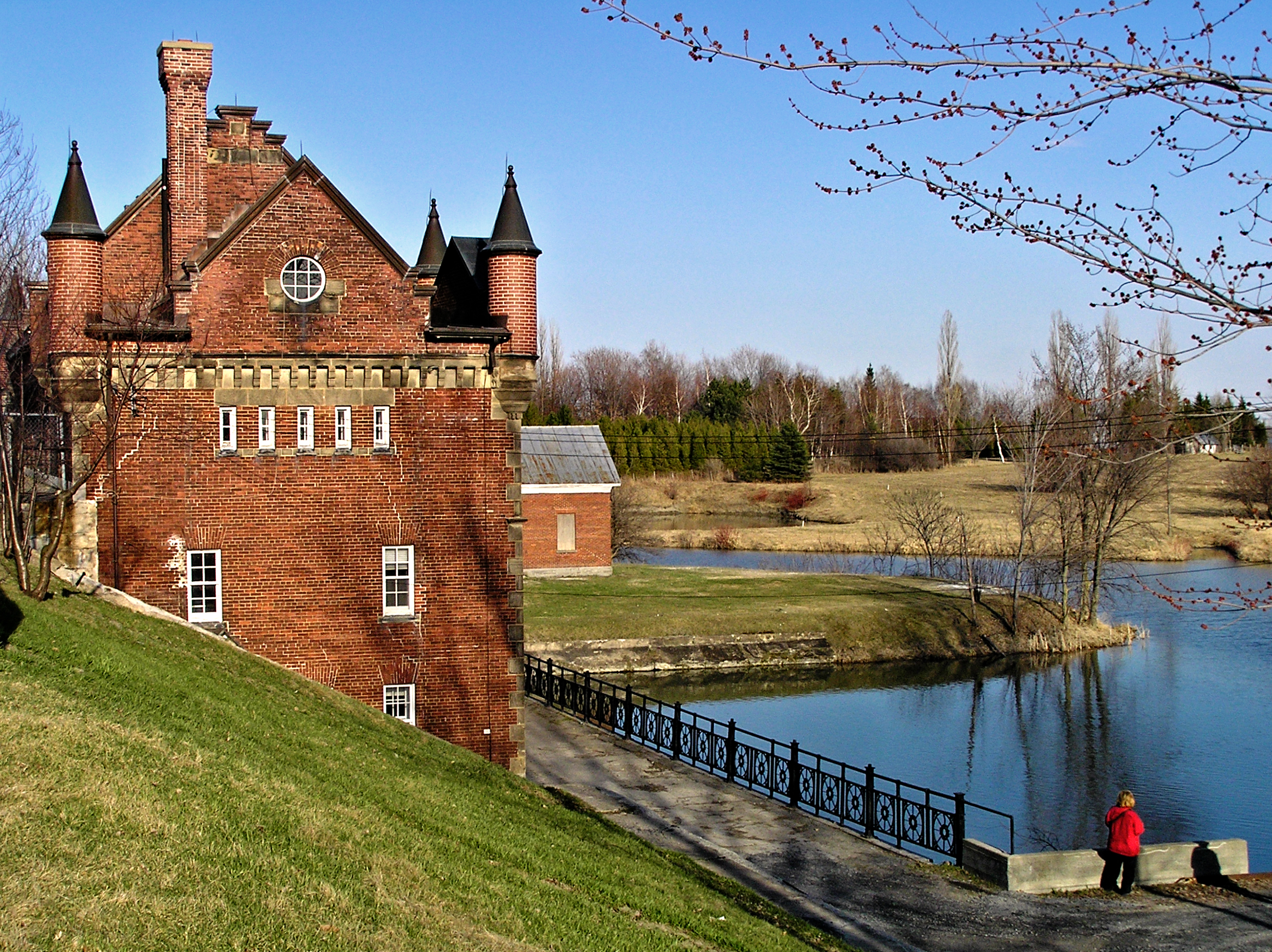
Ancienne centrale hydroélectrique du canal de Soulanges.

La municipalité régionale de comté est nommée en l'honneur de Philippe de Rigaud de Vaudreuil, gouverneur de Nouvelle-France, et de Pierre-Jacques Joybert de Soulanges, tous deux premiers seigneurs des deux seigneuries portant leurs noms, soit les seigneuries de Vaudreuil et de Soulanges. Les habitants de Vaudreuil-Soulanges sont les Vaudreuil-soulangeois. Dans les années 1830, le Haut-Canada revendique à trois reprises le territoire de la presqu'île de Vaudreuil-Soulanges, alléguant que l'Outaouais et le Saint-Laurent forment des frontières naturelles. La population alors francophone à 74,1 %, s'y oppose et la région demeure partie intégrante du Bas-Canada.
En 1853, le chemin de fer du Grand Tronc, reliant Montréal à Toronto, est construit. De nouvelles agglomérations villageoises s'établissent à Dorion et à Hudson Heights. En 1854, le régime seigneurial est aboli et les premières municipalités locales sont créées l'année suivante. En 1899, le canal de Soulanges est inauguré. Reliant Pointe-des-Cascades à Coteau-Landing, il est alors l'ouvrage maritime canadien le plus moderne, notamment en raison de son électrification complète faite à partir d’une centrale appelée « le petit pouvoir ».
En 1959, le canal de Soulanges est fermé à la navigation.
La MRC de Vaudreuil-Soulanges est instituée en 1982, succédant aux comtés de Soulanges et de Vaudreuil.

## Politique
| Période   | Préfet               | Maire de                   |
| --------- | -------------------- | -------------------------- |
| 1982-1987 | Bernard Charlebois   | Saint-Lazare               |
| 1987-1993 | Claude Sabourin      | Très-Saint-Rédempteur      |
| 1993-1998 | Luc Tison            | Vaudreuil-sur-le-Lac       |
| 1998-2008 | Normand Ménard       | Saint-Polycarpe            |
| 2008-2010 | Gilles Farand        | Saint-Clet                 |
| 2010-2011 | Réal Brazeau         | Rigaud                     |
| 2011-2013 | Robert Sauvé         | Coteau-du-Lac              |
| 2013-2014 | Marie-Claude Nichols | Notre-Dame-de-l'Île-Perrot |
| 2014-2017 | Jean Lalonde         | Très-Saint-Rédempteur      |
| 2017-     | Patrick Bousez       | Rivière-Beaudette          |

Le préfet de la municipalité régionale de comté est Patrick Bousez, maire de Rivière-Beaudette, tandis que le préfet suppléant est Pierre Séguin, maire de L'Île-Perrot.
| Code | Municipalité               | Statut       | Constitution | Maire               | Conseillers | DT  | CEQ                 | CEF                                   |
| --- | -------------------------- | ------------ | ------------ | ------------------- | ----------- | --- | ------------------- | ------------------------------------- |
| 71005 | Rivière-Beaudette          | Municipalité | 1990-01-17   | Patrick Bousez      | 6           | S   | Soulanges           | Salaberry—Suroît                      |
| 71015 | Saint-Télesphore           | Municipalité | 1877-04-19   | Yvon Bériault       | 6           | S   | Soulanges           | Salaberry—Suroît                      |
| 71020 | Saint-Polycarpe            | Municipalité | 1988-12-31   | Jean-Yves Poirier   | 6           | S   | Soulanges           | Salaberry—Suroît                      |
| 71025 | Saint-Zotique              | Ville        | 1967-05-27   | Yvon Chiasson       | 6           | D   | Soulanges           | Salaberry—Suroît                      |
| 71033 | Les Coteaux                | Municipalité | 1994-05-18   | Denise Godin Dostie | 6           | D   | Soulanges           | Salaberry—Suroît                      |
| 71040 | Coteau-du-Lac              | Ville        | 1982-02-06   | Guy Jasmin          | 6           | D   | Soulanges           | Salaberry—Suroît                      |
| 71045 | Saint-Clet                 | Municipalité | 1974-08-31   | Daniel Beaupré      | 6           | S   | Soulanges           | Salaberry—Suroît                      |
| 71050 | Les Cèdres                 | Municipalité | 1985-03-09   | Raymond Larouche    | 6           | D   | Soulanges           | Vaudreuil—Soulanges                   |
| 71055 | Pointe-des-Cascades        | Village      | 1961-05-01   | Gilles Santerre     | 6           | S   | Soulanges           | Vaudreuil—Soulanges                   |
| 71060 | L'Île-Perrot               | Ville        | 1855-07-01   | Pierre Séguin       | 6           | D   | Vaudreuil           | Vaudreuil—Soulanges                   |
| 71065 | Notre-Dame-de-l'Île-Perrot | Ville        | 1984-04-14   | Daniel Deschênes    | 6           | D   | Vaudreuil           | Vaudreuil—Soulanges                   |
| 71070 | Pincourt                   | Ville        | 1950-01-01   | Yvan Cardinal       | 6           | D   | Vaudreuil           | Vaudreuil—Soulanges                   |
| 71075 | Terrasse-Vaudreuil         | Municipalité | 1952-01-01   | Michel Bourdeau     | 6           | S   | Vaudreuil           | Vaudreuil—Soulanges                   |
| 71083 | Vaudreuil-Dorion           | Ville        | 1994-03-16   | Guy Pilon           | 8           | D   | Vaudreuil           | Vaudreuil—Soulanges                   |
| 71090 | Vaudreuil-sur-le-Lac       | Village      | 1920-05-29   | Claude Pilon        | 6           | S   | Vaudreuil           | Vaudreuil—Soulanges                   |
| 71095 | L'Île-Cadieux              | Ville        | 1922-03-21   | Daniel Martel       | 4           | S   | Vaudreuil           | Vaudreuil—Soulanges                   |
| 71100 | Hudson                     | Ville        | 1969-06-07   | Jamie Nicholls      | 6           | D   | Soulanges           | Vaudreuil—Soulanges                   |
| 71105 | Saint-Lazare               | Ville        | 1875-12-29   | Robert Grimaudo     | 6           | D   | Soulanges           | Vaudreuil—Soulanges                   |
| 71110 | Sainte-Marthe              | Municipalité | 1980-12-27   | François Pleau      | 6           | S   | Soulanges           | Salaberry—Suroît                      |
| 71115 | Sainte-Justine-de-Newton   | Municipalité | 1855-07-01   | Denis Ranger        | 6           | S   | Soulanges           | Salaberry—Suroît                      |
| 71125 | Très-Saint-Rédempteur      | Municipalité | 1880-12-30   | Julie Lemieux       | 6           | S   | Soulanges           | Salaberry—Suroît                      |
| 71133 | Rigaud                     | Ville        | 1995-11-29   | Hans Gruenwald      | 6           | D   | Soulanges           | Vaudreuil—Soulanges                   |
| 71140 | Pointe-Fortune             | Village      | 1880-08-28   | François Bélanger   | 6           | D   | Soulanges           | Vaudreuil—Soulanges                   |
| 71 | Vaudreuil-Soulanges        | MRC          | 1982-04-14   | Patrick Bousez      | ...         | ... | Vaudreuil Soulanges | Salaberry—Suroît* Vaudreuil—Soulanges |
| DT Division territoriale, D Division en districts géographiques, S sans division géographiquen; CEQ circonscription électorale québécoise, CEF circonscription électorale fédérale, * Partie |                            |              |              |                     |             |     |                     |                                       |

La population de Vaudreuil-Soulanges est représentée à l'Assemblée nationale du Québec par les députés des circonscriptions de Vaudreuil et de Soulanges. À la Chambre des communes, la population est représentée par les députés des circonscriptions fédérales de Vaudreuil-Soulanges et de Salaberry—Suroît. La circonscription de Vaudreuil-Soulanges englobe l'île Perrot, Vaudreuil-Dorion, les municipalités riveraines de l'Outaouis de même que Pointe-des-Cascades et Les Cèdres. Salaberry-Suroît recoupe partiellement la MRC dans sa partie rurale au sud et à l'ouest; elle regroupe également les collectivités de Beauharnois-Salaberry et du Haut-Saint-Laurent. Avant les élections fédérales canadiennes de 2015, le territoire de la MRC correspond à une seule circonscription fédérale, désignée Vaudreuil-Soulanges.

## Démographie

### Population
Au recensement du Canada de 2016, la population totale de Vaudreuil-Soulanges s'élève à 149 349 habitants, soit une hausse de 9 996 personnes (7,2 %) entre 2011 et 2016. La densité brute de la population est de 174,6 habitants/km2 pour l'ensemble de la MRC. Le parc résidentiel s'élève à 59 474 logements privés, dont 57 515 sont occupés par des résidents habituels,. La population vaudreuil-soulangeoise est majoritairement urbaine.
| Municipalité               | 1986   | 1991   | 1996   | 2001    | 2006    | 2011    | 2016    |
| -------------------------- | ------ | ------ | ------ | ------- | ------- | ------- | ------- |
| Vaudreuil-Dorion           | 13 722 | 17 109 | 18 466 | 20 650  | 25 789  | 33 305  | 38 117  |
| Saint-Lazare               | 5 065  | 9 055  | 11 193 | 12 895  | 17 016  | 19 215  | 19 889  |
| Pincourt                   | 9 121  | 9 749  | 10 023 | 10 155  | 11 197  | 14 305  | 14 558  |
| L'Île-Perrot               | 6 586  | 8 065  | 9 178  | 9 063   | 9 927   | 10 503  | 10 756  |
| Notre-Dame-de-l'Île-Perrot | 4 325  | 5 261  | 7 059  | 8 737   | 9 885   | 10 620  | 10 654  |
| Saint-Zotique              | 2 025  | 2 515  | 3 683  | 4 158   | 5 251   | 6 773   | 7 934   |
| Rigaud                     | 4 928  | 5 770  | 6 057  | 6 095   | 6 780   | 7 346   | 7 777   |
| Coteau-du-Lac              | 3 550  | 4 193  | 4 960  | 5 684   | 6 346   | 6 842   | 7 044   |
| Les Cèdres                 | 3 320  | 3 836  | 4 641  | 5 128   | 5 732   | 6 079   | 6 777   |
| Les Coteaux                | 2 290  | 2 613  | 2 843  | 3 297   | 3 764   | 4 568   | 5 368   |
| Hudson                     | 4 425  | 4 829  | 4 796  | 4 811   | 5 088   | 5 135   | 5 185   |
| Saint-Polycarpe            | 1 570  | 1 640  | 1 676  | 1 660   | 1 708   | 1 969   | 2 224   |
| Rivière-Beaudette          | 1 045  | 1 292  | 1 381  | 1 464   | 1 720   | 1 885   | 2 097   |
| Terrasse-Vaudreuil         | 1 665  | 1 744  | 1 977  | 2 061   | 1 985   | 1 971   | 1 986   |
| Saint-Clet                 | 1 125  | 1 388  | 1 524  | 1 613   | 1 725   | 1 738   | 1 779   |
| Pointe-des-Cascades        | 640    | 691    | 910    | 981     | 1 046   | 1 340   | 1 481   |
| Vaudreuil-sur-le-Lac       | 675    | 876    | 928    | 964     | 1 290   | 1 359   | 1 341   |
| Sainte-Marthe              | 1 055  | 1 056  | 1 090  | 1 094   | 1 080   | 1 075   | 1 097   |
| Sainte-Justine-de-Newton   | 860    | 926    | 934    | 888     | 929     | 973     | 922     |
| Très-Saint-Rédempteur      | 480    | 570    | 622    | 598     | 733     | 863     | 898     |
| Saint-Télesphore           | 780    | 772    | 805    | 809     | 769     | 762     | 759     |
| Pointe-Fortune             | 400    | 413    | 451    | 429     | 507     | 542     | 580     |
| L'Île-Cadieux              | 115    | 140    | 121    | 127     | 128     | 105     | 126     |
| Vaudreuil-Soulanges        | 69 767 | 84 503 | 95 318 | 103 361 | 120 395 | 137 429 | 149 349 |

| Hommes | Classe d’âge | Femmes |
| ------ | ------------ | ------ |
| ,680   | 85 et plus   | 1,330  |
| ,985   | 80-84        | 1,230  |
| 1,675  | 75-79        | 1,795  |
| 2,785  | 70-74        | 2,885  |
| 3,810  | 65-69        | 3,965  |
| 4,535  | 60-64        | 4,740  |
| 5,540  | 55-59        | 5,445  |
| 6,155  | 50-54        | 6,150  |
| 5,735  | 45-49        | 5,680  |
| 5,455  | 40-44        | 5,780  |
| 5,245  | 35-39        | 5,720  |
| 4,040  | 30-34        | 4,360  |
| 3,510  | 25-29        | 3,595  |
| 4,255  | 20-24        | 3,850  |
| 4,655  | 15-19        | 4,485  |
| 5,030  | 10-14        | 4,820  |
| 5,365  | 5-9          | 5,060  |
| 4,645  | 0-4          | 4,350  |

La population de Vaudreuil-Soulanges est relativement jeune. Le groupe d'âge le plus important est celui des 45-64 ans, soit la population active mature ou pré-retraitée suivie par les 25-44 ans, c'est-à-dire la population active en début ou à mi-carrière. Les enfants (0-14 ans) constituent le troisième groupe en importance, proportionnellement plus nombreux qu'ailleurs alors que les plus de 65 ans sont moins nombreux en proportion que dans les entités voisines. L'âge moyen y est de 39,4 ans, soit moins que la Montérégie (41,7 ans), la région de Montréal (40,6 ans) ou le Québec (41,9 ans). La structure d'âge montre un fort vieillissement depuis 20 ans, les ménages matures devenant plus nombreux que les jeunes familles alors que les 65 ans et plus ont plus que doublé,.
| Groupe d'âge   | Vaudreuil-Soulanges | Vaudreuil-Soulanges | Vaudreuil-Soulanges | Vaudreuil-Soulanges | Vaudreuil-Soulanges | Vaudreuil-Soulanges | Vaudreuil-Soulanges | Comparateurs 2016 (%) | Comparateurs 2016 (%) | Comparateurs 2016 (%) |
| Groupe d'âge   | 1996                | 1996                | 2016                | 2016                | Variation 1996-2016 | Variation 1996-2016 | Variation 1996-2016 | Montérégie            | RMR de Montréal       | Québec                |
| Groupe d'âge   | Nb                  | %                   | Nb                  | %                   | Nb                  | %                   | Points              | Montérégie            | RMR de Montréal       | Québec                |
| -------------- | ------------------- | ------------------- | ------------------- | ------------------- | ------------------- | ------------------- | ------------------- | --------------------- | --------------------- | --------------------- |
| 0-14 ans       | 21 650              | 22,7 %              | 29 280              | 19,6 %              | 7 630               | 35 %                | 3,1 %               | 17,2 %                | 16,9 %                | 16,3 %                |
| 15-24 ans      | 11 045              | 11,6 %              | 17 245              | 11,5 %              | 6 200               | 56 %                | 0,0 %               | 11,3 %                | 12,1 %                | 11,4 %                |
| 25-44 ans      | 33 425              | 35,1 %              | 37 710              | 25,2 %              | 4 285               | 13 %                | 7,8 %               | 24,3 %                | 27,4 %                | 25,3 %                |
| 45-64 ans      | 20 425              | 21,4 %              | 43 985              | 29,5 %              | 23 560              | 115 %               | 8,0 %               | 29,3 %                | 27,3 %                | 28,6 %                |
| 65-84 ans      | 8 105               | 8,5 %               | 19 125              | 12,8 %              | 11 020              | 136 %               | 4,3 %               | 16,0 %                | 14,2 %                | 16,0 %                |
| 85 ans et plus | 605                 | 0,7 %               | 2 005               | 1,3 %               | 1 340               | 202 %               | 0,6 %               | 2,0 %                 | 2,2 %                 | 2,3 %                 |
| Total          | 95 320              | 100 %               | 149 350             | 100 %               | 54 035              | 57 %                | ...                 | 100 %                 | 100 %                 | 100 %                 |
| Âge moyen      | .                   |                     | 39,4                |                     | ...                 | ...                 | ...                 | 41,7                  | 40,6                  | 41,9                  |

### Ménages et familles
| Type de ménage             | Ménages   | Ménages   |
| Type de ménage             | Nombre    | %         |
| -------------------------- | --------- | --------- |
| Personne seule             | 13 450    | 23 %      |
| Groupe en cooccupation     | 1 195     | 2 %       |
| Couple sans enfants        | 16 100    | 28 %      |
| Famille avec enfants       | 26 070    | 45 %      |
| Plusieurs familles         | 690       | 1 %       |
| Total                      | 57 515    | 100 %     |
| Appartenance à un ménage   | Personnes | Personnes |
| Appartenance à un ménage   | Nombre    | %         |
| Personnes/ménage           | 2,6       | ...       |
| Personnes dans les ménages | 147 355   | 98,7 %    |
| Personnes hors ménage      | 1 995     | 1,3 %     |
| Population totale          | 149 350   | 100 %     |

Un peu moins de la moitié des ménages habitant la MRC de Vaudreuil-Soulanges est constituée de familles avec enfants alors qu'un peu moins du quart sont des personnes vivant seules et un peu plus du quart correspond à des couples sans enfants. Environ 2 000 personnes ne vivent pas dans des ménages privés mais dans d'autres types d'unités, principalement dans des instituions. Plus des trois quarts des familles avec enfants comptent deux parents alors qu'un peut moins d'un quart sont monoparentales. Une proportion de 16,2 % des familles comptent trois enfants ou plus, les familles de un et de deux enfants étant en nombres comparables.
| Familles avec enfants | Nombre d'enfants | Nombre d'enfants | Nombre d'enfants | Total  | %      |
| Familles avec enfants | 1                | 2                | 3+               | Total  | %      |
| --------------------- | ---------------- | ---------------- | ---------------- | ------ | ------ |
| Biparentales          | 7 325            | 9 475            | 3 775            | 20 570 | 76,6 % |
| Monoparentales        | 3 650            | 2 055            | 585              | 6 290  | 23,4 % |
| Total                 | 10 975           | 11 530           | 4 360            | 26 865 | 100 %  |
| %                     | 40,9 %           | 42,9 %           | 16,2 %           | 100 %  |        |

### Langues et groupes ethniques
La population est majoritairement francophone avec une minorité anglophone. En 2011, la proportion de francophones, selon la langue d'usage à la maison, est de 66 % selon le nouveau recensement, alors que la proportion d'anglophones s'établit à 23 %. La croissance de la population anglophone a été beaucoup plus rapide que celle observée chez les francophones, soit des taux globaux de croissance respectifs de 23 % et de 9 % entre 2006 et 2011.
| Langue | Nombre de locuteurs | Nombre de locuteurs | Nombre de locuteurs                  | Nombre de locuteurs |
| Langue | Langue maîtrisée    | Langue maternelle   | Principale langue parlée à la maison | Langue seconde      |
| --- | ------------------- | ------------------- | ------------------------------------ | ------------------- |
| Français | 134 675             | 96 365              | 95 110                               | 36 451              |
| Français seulement                                                                                                 | 41 860              | 96 365              | 95 110                               | ...                 |
| Français et anglais                                                                                                | 94 015              | 2 815               | 3 055                                | ...                 |
| Français et langue autre qu'anglais                                                                                | ...                 | 590                 | 1 055                                | ...                 |
| Français, anglais et autre langue                                                                                  | ...                 | 470                 | 920                                  | ...                 |
| Anglais | 105 570             | 32 525              | 40 195                               | 71 121              |
| Anglais seulement                                                                                                  | 12 030              | 32 525              | 40 195                               | ...                 |
| Anglais et langue autre que français                                                                               | ...                 | 720                 | 1 350                                | ...                 |
| Autres langues | 23 925              | 15 932              | 8 424                                | 7 993               |
| Autres langues uniques                                                                                             | 23 925              | 15 120              | 6 915                                | ...                 |
| Espagnol | 5 850               | 1 960               | 1 100                                | 3 890               |
| Italien | 2 900               | 1 335               | 130                                  | 1 565               |
| Roumain | 1 360               | 1 125               | 820                                  | 235                 |
| Allemand | 1 335               | 635                 | 100                                  | 700                 |
| Russe | 1 165               | 875                 | 650                                  | 290                 |
| Pendjabi | 1 005               | 850                 | 635                                  | 155                 |
| Polonais | 990                 | 760                 | 375                                  | 230                 |
| Créolea | 960                 | 365                 | 115                                  | 595                 |
| Grec | 835                 | 455                 | 55                                   | 380                 |
| Portugais | 785                 | 525                 | 160                                  | 260                 |
| Tagalog | 745                 | 490                 | 155                                  | 255                 |
| Mandarin | 625                 | 505                 | 405                                  | 120                 |
| Ourdou | 625                 | 350                 | 245                                  | 275                 |
| Tamoul | 540                 | 315                 | 240                                  | 225                 |
| Total | 148 605             | 148 605             | 148 605                              | ...                 |
| Population totale à l'exclusion des résidents d'un établissement institutionnel. a. Principalement créole haïtien. |                     |                     |                                      |                     |

## Économie
L'économie régionale s'appuie sur l'industrie de la transformation, située principalement à Vaudreuil-Dorion, ainsi que sur le tourisme et la villégiature. Dans la MRC de Vaudreuil-Soulanges, plusieurs érablières commercialisent les produits de l'érable ou servent de sucreries, notamment sur la montagne de Rigaud. La production de sirop d'érable est réduite les années où les conditions sont défavorables, par exemple lors du verglas de 1998, des tempêtes de vent de 2006 ou des chutes de neige abondantes au printemps 2008. Les principales érablières de la région sont la cabane à sucre Marc Besner à Coteau-du-Lac. Certaines activités agricoles plus exotiques se pratiquent, par exemple l'élevage d'alpagas à Sainte-Marthe et à Vaudreuil. Le récréotourisme est également une activité économique importante avec plusieurs terrains de golf, centres équestres et équipements patrimoniaux et culturels. Dans les parties du lac Saint-François et du lac des Deux Montagnes en aval des barrages, se pratique la pêche sportive, notamment la pêche blanche.
Les principaux équipements d'hébergement comprennent l'auberge des Gallant, à Sainte-Marthe et l'auberge Willow, à Hudson. La région compte plusieurs terrains de camping comme le camping Choisy à Choisy, le camping des Cascades à Pointe-des-Cascades, le camping Sainte-Justine.
| Attrait                                | Municipalité               | Catégorie                                        | Saison         | Visiteurs |
| -------------------------------------- | -------------------------- | ------------------------------------------------ | -------------- | --------- |
| Alena Kirby                            | Hudson                     | .                                                | Toutes saisons |           |
| Arbraska Rigaud                        | Rigaud                     | Parc aérien                                      | Été            |           |
| Base de Plein Air des Cèdres           | Saint-Lazare               | Centre de plein air                              | Toutes saisons |           |
| Cabane à sucre Marc Besner             | Saint-Clet                 | Cabane à sucre                                   | Printemps      |           |
| Centre Notre-Dame-de-Fatima            | Notre-Dame-de-l'Île-Perrot | Centre de plein air                              |                |           |
| Club de golf Harwood                   | Vaudreuil-Dorion           | Club de golf                                     | Été            |           |
| École d'équitation Club                | Saint-Lazare               | Centre équestre                                  | Été            |           |
| Escapade : sentiers du Mont-Rigaud     | Rigaud                     | Sentier                                          | Toutes saisons |           |
| Ferme Quinn                            | Notre-Dame-de-l'Île-Perrot | Ferme agrotouristique                            |                |           |
| Maison du Défricheur                   | Très-Saint-Rédempteur      | Chocolaterie                                     | Toutes saisons |           |
| Parc historique de la Pointe-du-Moulin | Notre-Dame-de-l'Île-Perrot | Site historique                                  | Été            |           |
| Piste cyclable Soulanges               | Pointe-aux-Cascades        | Piste cyclable                                   | Été            |           |
| Plage de Saint-Zotique                 | Saint-Zotique              | Plage                                            | Été            |           |
| Ranch au Fer d'Or                      | Sainte-Marthe              | Centre équestre                                  | Été            |           |
| Sablon Plage et Camping                | Sainte-Polycarpe           | Plage                                            | Été            |           |
| Ski Mont Rigaud, Parc Acrobranche      | Rigaud                     | Station de ski, centre de plein air, parc aérien | Toutes saisons |           |
| ZigZagZoo                              | Vaudreuil-Dorion           | Centre d'amusement                               | Toutes saisons |           |

## Culture

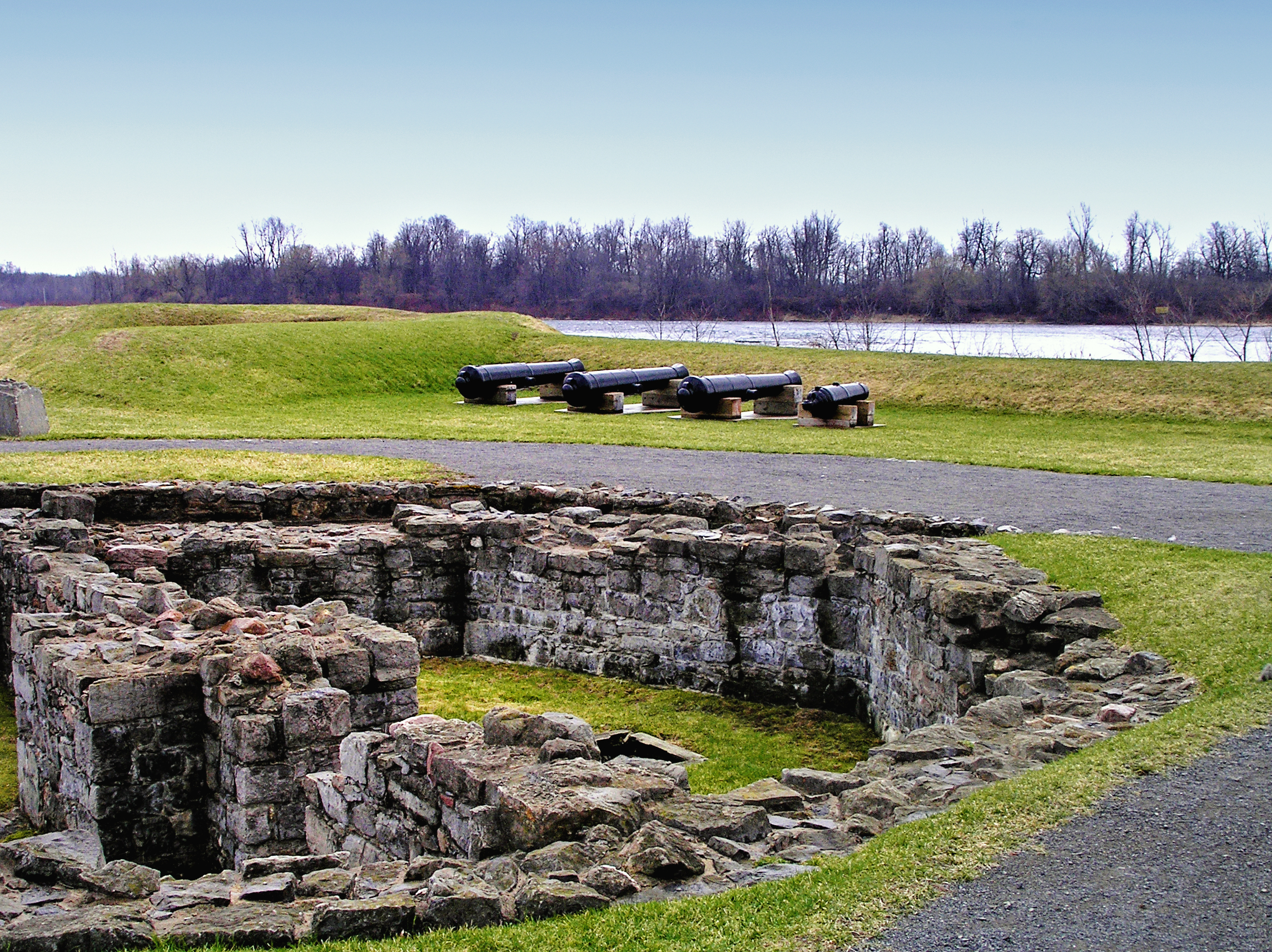
Lieu historique national de Coteau-du-Lac.

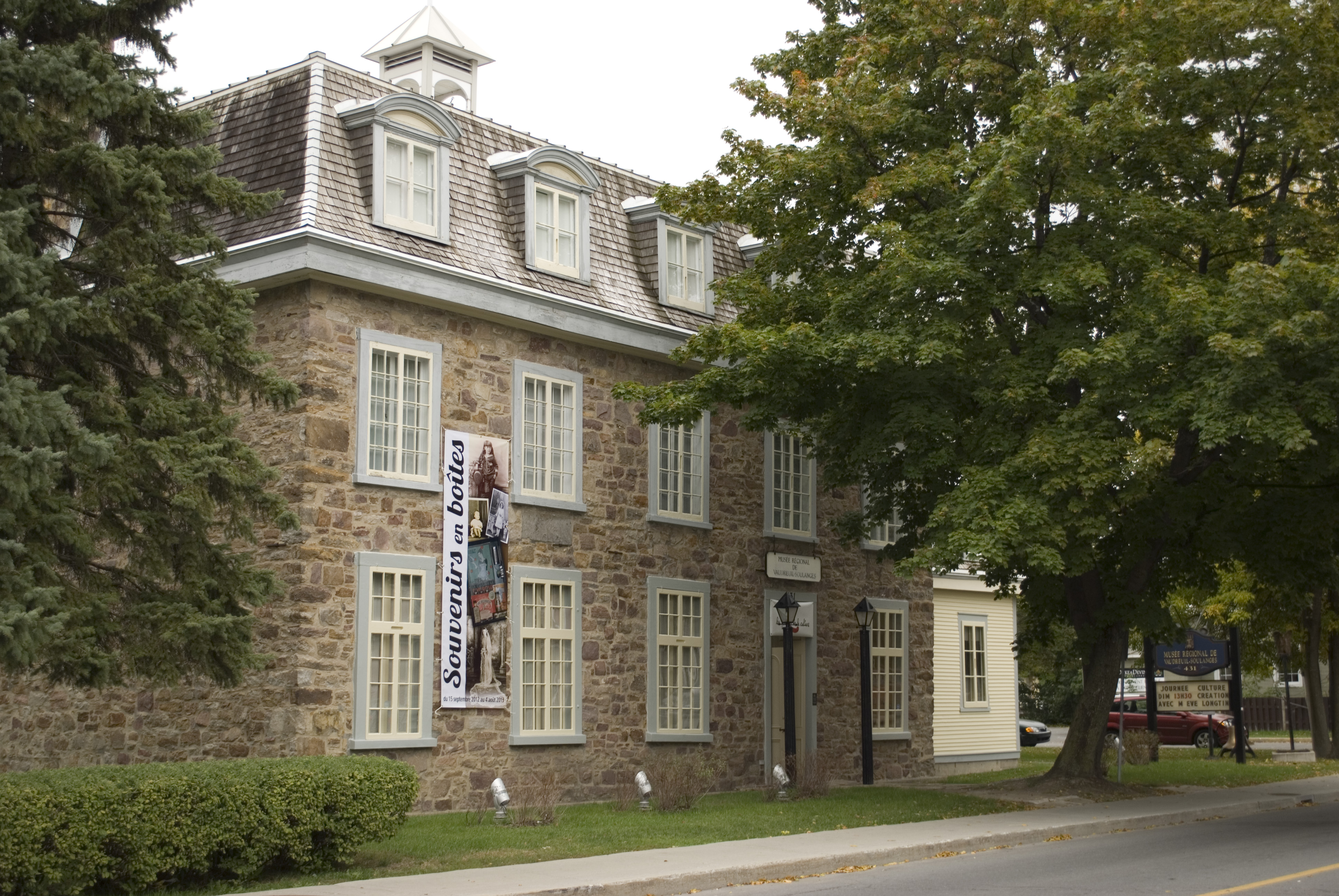
Musée régional de Vaudreuil-Soulanges.

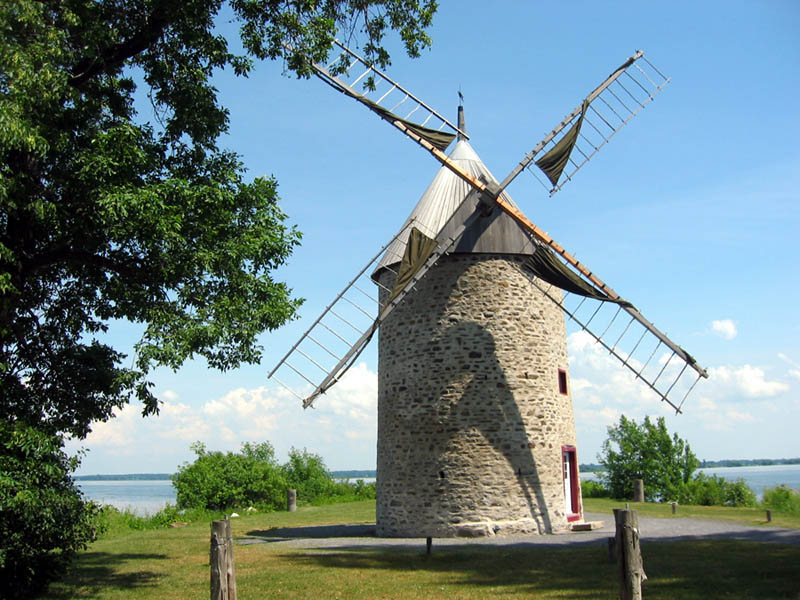
Moulin à vent de Pointe-du-Moulin.

Les principaux lieux historiques comprennent entre autres le lieu historique national de Coteau-du-Lac, le moulin à vent de Pointe-du-Moulin, la Maison Trestler et la Maison Félix-Leclerc.
Les principaux produits culinaires d'intérêt de la région comprennent les produits du miel et de bleuets à la bleuetière Au fin délice, à Très-Saint-Rédempteur.
Les équipements culturels sont peu développés en Vaudreuil-Soulanges en l'absence d'un centre culturel d'importance pouvant servir à des expositions et à la présentation de spectacles, de concerts ou de pièces de théâtre.
Le 405 est un parc urbain, situé dans la ville de Vaudreuil-Dorion, offrant des spectacles, des activités, un service de bar et des camions de rue, permettant à chacun de profiter de ces installations.
| Bibliothèque                         | Municipalité               | Début | Tenure   | Nombre de documents |
| ------------------------------------ | -------------------------- | ----- | -------- | ------------------- |
| Bibliothèque Gaby-Farmer-Denis       | Les Cèdres                 | 2012  | Publique | .                   |
| Bibliothèque Guy-Godin               | L'Île-Perrot               | 2003  | Publique | 40 000              |
| Édifice Robert-Lionel-Séguin         | Rigaud                     | .     | Publique | 26 000              |
| Bibliothèque de Saint-Lazare         | Saint-Lazare               | 2003  | Publique | .                   |
| Bibliothèque de Saint-Zotique        | Saint-Zotique              | 2013  | Publique | 12 000              |
| Bibliothèque Marie-Uguay             | Notre-Dame-de-l'Île-Perrot | .     | Publique | .                   |
| War Memorial Librarya,               | Hudson                     | .     | Privée   | .                   |
| (a) Bibliothèque unilingue anglaise. |                            |       |          |                     |

| Salle                      | Municipalité        | Début | Genre                         | Nombre de places | Résidents                |
| -------------------------- | ------------------- | ----- | ----------------------------- | ---------------- | ------------------------ |
| Théâtre des Cascades       | Pointe-des-Cascades | 1986  | Théâtre d'été                 | .                | .                        |
| Chez Maurice               | Saint-Lazare        | .     | Bar-spectacle chanson, humour | .                | -                        |
| Théâtre Paul-Émile-Meloche | Vaudreuil-Dorion    | .     | Cinéma de répertoire          | .                | La Boîte Lumineuse       |
| Pavillon Wilson            | Coteau-du-Lac       | 2009  | Chanson, théâtre, humour      | 200              | Théâtre des Sans Papiers |

| Établissement                            | Municipalité     | Genre             |
| ---------------------------------------- | ---------------- | ----------------- |
| Musée régional de Vaudreuil-Soulanges    | Vaudreuil-Dorion | Musée             |
| Centre d'archives de Vaudreuil-Soulanges | Vaudreuil-Dorion | Centre d'archives |
| Galerie Pierre Séguin                    | L'Île-Perrot     | Galerie d'art     |

| Discipline       | Artistes |
| ---------------- | --- |
| Arts visuels     | Pastel : Jacinthe Richard Peinture animalière : Claude Thivierge Photographie animalière: Daniel Gauthier Divers :Alejandro Senn, Myriam Gaudry, Sonia Haberstich, Mireille Ménard, Michel Sauvé, Madeleine Turgeon |
| Métiers d'art    | Johanne Ducharme |
| Arts de la scène | Marie Bernier, Yvon Claude |

## Société
Les écoles francophones de Vaudreuil-Soulanges sont régies par le centre de services scolaire des Trois-Lacs.
L'appartenance régionale de Vaudreuil-Soulanges à la Couronne sud est plutôt floue, sinon douteuse. Juridiquement, elle fait partie de la région administrative de la Montérégie. Par ailleurs, la coupure géographique que constitue le fleuve Saint-Laurent et la rivière des Outaouais ont longtemps isolé la population de Vaudreuil-Soulanges par rapport au reste du Québec, aucun pont ne franchissant l'Outaouais vers les Laurentides, les ponts à grande capacité (Taschereau et de l'Île-aux-Tourtes) étant orientés pour les déplacements vers l'île de Montréal et le pont Monseigneur-Langlois traversant le fleuve Saint-Laurent vers Salaberry-de-Valleyfield ayant été construit après la formation des identités régionales. La plus grande ville de la MRC, Vaudreuil-Dorion, et ses voisines, sont économiquement liées à la région métropolitaine de Montréal tout en ayant un sentiment identitaire différent de l'île de Montréal. Les collectivités rurales près de la frontière ontarienne ont développé des échanges avec leurs voisins franco-ontariens de l'Est de l'Ontario. Ce sont là les liens naturels qu'a développée la collectivité sous-régionale.
Les liens avec la Montérégie demeurent ténus puisque la plus grande partie des déplacements entre le territoire de Vaudreuil-Soulanges sur la rive nord du Saint-Laurent et le reste de la Montérégie, ou ce qui est presque équivalent, la Rive-Sud de Montréal, doivent transiter par l'île de Montréal et sont soumis à une forte congestion, impliquant des temps de parcours de plus d'une heure. En raison de cet éloignement, la population de Vaudreuil-Soulanges se sent peu d'affinités avec des équipements et des structures qui se trouvent le plus souvent dans l'agglomération de Longueuil. Le prolongement de l'autoroute 30 vers Vaudreuil par l'absorption de l'autoroute 540, créant un nouveau lien plus direct avec le reste de la Montérégie pourrait rapprocher la population de Vaudreuil-Soulanges de sa région administrative officielle. Toutefois, pour plusieurs, le nouvel axe routier est davantage une occasion de développement économique.
| Événement                                         | Municipalité               | Début | Période         | Catégorie                          | Nombre de visiteurs |
| ------------------------------------------------- | -------------------------- | ----- | --------------- | ---------------------------------- | ------------------- |
| Seigneuriales de Vaudreuil-Dorion                 | Vaudreuil-Dorion           |       | Début juin      | Exposition et animation historique | 8 000               |
| Festival international de cirque Vaudreuil-Dorion | Vaudreuil-Dorion           |       | Juin            | Cirque                             | .                   |
| Festival Saint-Lazare au Galop                    | Saint-Lazare               |       | Début juillet   | Sports équestres                   | .                   |
| Festival de musique d'Hudson                      | Hudson                     |       | Début août      | Musique                            | .                   |
| Festival des pompiers de Pincourt                 | Pincourt                   |       | Mi août         | .                                  | .                   |
| Festival de la soupe de Vaudreuil-Soulanges       | Notre-Dame-de-l'Île-Perrot | 2012  | Début septembre | Festival culinaire                 | 2 000               |
| Festival de la tomate                             | Sainte-Marthe              | 2011  | Septembre       | Exposition et animation            | 1 800               |
| VIP en Blues                                      | L'Île-Perrot               | 2011  | Mi septembre    | Musique                            | .                   |
| Festival des couleurs de Rigaud                   | Rigaud                     | 1998  | Mi octobre      | Festival multiple                  | 43 000              |
| Festi Ouest de St-Lazare                          | St-Lazare                  | 2023  | Fin août        | Festival multiple                  | .                   |

### Personnalités
- Joseph-Dominique-Emmanuel Le Moyne de Longueuil (1738-1807), seigneur
- Michel-Eustache-Gaspard-Alain Chartier de Lotbinière (1748-1822), seigneur
- Gédéon Ouimet (1823-1905), maire et Premier ministre du Québec
- Guillaume Forbes (1865-1940), archevêque
- Lionel Groulx (1878-1967), prêtre et historien
- Olivier Guimond, père (1893-1914) et fils (1914-1971), comédiens et humoristes
- Félix Leclerc (1914-1988), écrivain et chansonnier
- Marcel Trudel (1917-2011), historien
- Paul Gérin-Lajoie (1920-2018), premier titulaire du ministère de l'Éducation du Québec
- Camille Laurin (1922-1999), ministre et instigateur de la Charte de la langue française
- Guy Godin (1932-2015), acteur
- Dan Bigras (1957-), chanteur, acteur et réalisateur
- Gildor Roy (1960-), chanteur, acteur et animateur
- Maxim Roy (1972-), actrice